# تام ووپت
تام ووپت (انگلیسی: Tom Wopat؛ زادهٔ ۹ سپتامبر ۱۹۵۱) هنرپیشه، خوانندگی اهل ایالات متحده آمریکا است.
از فیلم‌ها یا برنامه‌های تلویزیونی که وی در آن نقش داشته‌است می‌توان به ابتدایی، جانگوی آزاد شده، جونا هکس، گربه گمشده کرونا، بونویل و خیابان اصلی اشاره کرد.